# Јена план
Јена план је организација школског рада који захтева да се рад у школи, уместо разреда, изводи по групама заједно са учитељима и родитељима. Јена план је и покушај реформе школе и наставе у школи.
Посебна варијанта Јена плана је Верздорфски план, као компромисна варијанта реформе наставе, који је прилагођен условима рада сеоских школа. Ову концепцију је развио немачки дидактичар Ф. Каде. Уместо наставних предмета образују се "везане наставне целине". Руководећа улога учитеља и овде је долазила до садржаја.

## Настанак
Идејни творац и реализатор идеје о "новој" школи и настави на нов начин, у једној огледној школи у немачком граду Јени (1924. године) отуда и назив овог "плана", био је немачки педагог Петер Петерсен (1884—1952. године). Он је организовао и системско посматрање и проучавање рада у "новој школи", желећи да "научним аргументима" докаже њене предности над "старом школом". Он је основао експерименталну школу, која је представљала синтезу школе рада и школе животне заједнице у јединствену концепцију "нове" наставе, учења и развоја ученика.

## Организација школе и њено фукционисање
Школу треба организовати као породицу, као заједницу рада и живота свих који у њој учествују,  односно треба да у васпитању и образовању учествују (ученици, наставници и родитељи). Појединац је везан за заједницу и од заједнице треба да прихвати све оно што је у њој најбоље. Васпитање треба да је израз живота и рада заједнице. Породица је елементарна и прва заједница. На другом полу је народ (нација) као заједница.
У школи не треба да постоје ни разреди, ни наставни предмети, ни часови наставе, ни дневни распоред часова. Ученици се сврставају у групе са учитељима и родитељима. Разлика међу ученицима, члановима једне групе, може да буде две до три године. Реч  је о некој врсти комбинованих одељења (група).
Ученици су подељени у три групе: млађа (1. 2. и 3. разред), средња (4. 5. и 6.  разред) и старија (8. и 9. разред)
Основни принципи рада су: саморадња, индивидуална активност и оспособљавање сваког за самобразовање. Сваке године најстарији прелазе у следећу (старију) групу. Садржај рада чини оно  то предложе чланови једне групе. У избору тих садржаја они су слободни (иде се од простијих ка сложенијим, и од ближих ка даљим садржајима). Учитељ помаже у избору и остваривању изабраних садржаја. Игре, свечаности, слободно изабран рад представљају значајне активности сваке групе.
Школа тако престаје да буде училиште. Она постаје место васпитања и развоја појединца.
Радни дан по овом "плану" почиње, обично, курсевима различитих нивоа (зависно до ког нивоа је стигао који члан групе), затим долази одмор, па рад по основим групама (на почетку је увођење појединаца у рад групе).
После подне или се наставља рад по основним групама (зависи од тога шта желе  чланови групе), или по факултативним курсевима.
Радни дан се, обично, завршава заједничким састанком групе. Пре тога, најчешће од 17 до 18 Часова, ученици (чланови групе), могу индивидуално да раде у радионицама да се баве физичким вежбањима, или нечим другим за шта се одлуче.
Сваке недеље рад у школи завршава се свечаношћу. Тада се анализира недељни рад групе. На крају године о сваком ученику се пишу два извештаја. Један за родитеље, а други се дају ученику (члану групе).

## Принципи
Школе у Јена плану раде према 20 основних принципа:
- Свако људско биће је јединствено. Дакле, свако дете и свака одрасла особа има посебну вредност и достојанство.
- Свако људско биће има право да развије свој идентитет, без обзира на етничку припадност, националност, друштвену средину, религију, психолошке способности (инвалидитета).
- Свака особа се увек препозната у целини. Он се на тај начин сусреће и третира на овај начин, кад год је могуће.
- Људи треба да раде у друштву које поштује незаменљиву вредност и достојанство сваког индивидуалног људског бића.
- Људи треба да раде у друштву које нуди могућност и подстицај за развој идентитета сваког човека.

## Критике и заслуге
Јена план је критикован првенствено због немогућности апсолутне контроле над студентима који раде са високим степеном аутономије, док постоји у групама буке и самим тим и недостатак дисциплине традиционално замишљен. С друге стране, постоје мишљења да Јена план припрема студенте за стваран живот, добро је организован уз велики степен слободе и демократије, док у исто време и тимског рада.